# Canton de L'Île-d'Yeu
Le canton de l'Île-d'Yeu est une circonscription électorale française située dans le département de la Vendée et la région des Pays de la Loire.

## Histoire
Le canton de l'Île-d'Yeu est maintenu par l'article 8 du décret no 2014-169 du 17 février 2014.

## Représentation

### Conseillers d'arrondissement (de 1833 à 1940)
| Période                                  | Période          | Identité     | Étiquette             | Qualité |
| ---------------------------------------- | ---------------- | ------------ | --------------------- | --- |
| 1833                                     | 1839             | M. Fruchard  |                       | Capitaine de la Garde Nationale à Olonne                                                                    |
|                                          |                  |              |                       | |
| 1842                                     | 1845             | M. Poiraud   |                       | Suppléant du juge de paix à L'Île-d'Yeu                                                                     |
|                                          |                  |              |                       | |
| av.1865                                  |                  | M. Guistheau |                       | Greffier de la justice de paix à L'Île-d'Yeu                                                                |
|                                          |                  |              |                       | |
|                                          | 1888 (démission) | Paul Luco    |                       | Armateur, maire de L'Île-d'Yeu                                                                              |
|                                          |                  |              |                       | |
| 1919                                     | 1934             | M. Mathé     | Radical               | |
| 1934                                     | 1940             | M. Besnard   | Républicain démocrate | Adjoint au maire de L'Île-d'Yeu                                                                             |
| 1940                                     |                  |              |                       | Les conseils d'arrondissement ont été suspendus par la loi du 12 octobre 1940 et n'ont jamais été réactivés |
| Les données manquantes sont à compléter. |                  |              |                       | |

### Conseillers généraux de 1833 à 2015
| Période | Période      | Identité                                | Étiquette           | Qualité |
| ------- | ------------ | --------------------------------------- | ------------------- | --- |
| 1833    | 1842 (décès) | Charles Jean Pignolet (1777-1842)       |                     | Maire de L'Île-d'Yeu |
| 1842    | 1845         | Augustin Auger                          |                     | Juge de paix, maire de L'Île-d'Yeu                                                                                             |
| 1845    | 1861         | Jacques Orsonneau                       |                     | Notaire, maire de L'Île-d'Yeu                                                                                                  |
| 1861    | 1870         | Augustin Auger                          |                     | Juge de paix, maire de L'Île-d'Yeu                                                                                             |
| 1870    | 1878 (décès) | Benjamin Vandier                        | Centre droit        | Lieutenant de vaisseau Député (1871-1876) - Sénateur (1876-1878)                                                               |
| 1878    | 1893 (décès) | Charles Cadou                           | Républicain         | Notaire - Maire de L'Île-d'Yeu                                                                                                 |
| 1893    | 1901         | Clément Poulain                         | Droite              | Négociant à Nantes |
| 1901    | 1907         | Henri Bouvais                           | Républicain         | Industriel à L'Île-d'Yeu |
| 1907    | 1919         | Paul Michaud                            | Conservateur        | Maire de L'Île-d'Yeu (1900-1929)                                                                                               |
| 1919    | 1931         | Gaston Gabriel Alexandre Edouard Dubois |                     | Médecin à L'Île-d'Yeu |
| 1931    | 1940         | Paul Luco                               | Républicain libéral | Avocat aux Sables-d’Olonne |
|         |              |                                         |                     | |
| 1945    | 1954 (décès) | Joseph Martin                           | MRP RPF             | Maire de L'Île-d'Yeu (1945-1950)                                                                                               |
| 1954    | 1973         | Louis Michaud                           | MRP puis CD         | Entrepreneur en bâtiment Député (1946-1958) Conseiller municipal du Poiré-sur-Vie (1946-1953) Maire de L'Île-d'Yeu (1953-1974) |
| 1973    | 1979         | Jean-Claude Bernard                     | DVD                 | Instituteur à L'Île-d'Yeu |
| 1979    | 1992         | Henri Turbé                             | DVD                 | Ancien marin-pêcheur à L'Île-d'Yeu                                                                                             |
| 1992    | 1998         | Jean-Claude Bernard                     | DVD                 | Instituteur Maire de L'Île-d'Yeu (1980-1983 et 1995-1996)                                                                      |
| 1998    | 2011         | Henri Turbé                             | DVD                 | Ancien marin-pêcheur à L'Île-d'Yeu                                                                                             |
| 2011    | 2015         | Bruno Noury                             | DVD                 | Cadre Maire de L'Île-d'Yeu (2008-2023)                                                                                         |

### Conseillers départementaux depuis 2015
| Période élective | Période élective | Mandat | Mandat           | Identité                                  | Nuance | Nuance | Qualité                                                    |
| ---------------- | ---------------- | ------ | ---------------- | ----------------------------------------- | ------ | ------ | ---------------------------------------------------------- |
| 2 avril 2015     | 2021             | 2015   | 2021             | Carole Charuau                            |        | DVD    | Secrétaire comptable Conseillère municipale de L'Île-d'Yeu |
| 2 avril 2015     | 2021             | 2015   | 2021             | Bruno Noury                               |        | DVD    | Cadre Maire de L'Île-d'Yeu (2008-2023)                     |
| 2021             | 2028             | 2021   | en cours         | Carole Charuau                            |        | DVD    | Conseillère sortante Maire de L'Île-d'Yeu (depuis 2023)    |
| 2021             | 2028             | 2021   | 2023             | Bruno Noury (décédé le 24 septembre 2023) |        | DVD    | Conseiller sortant                                         |
| 2021             | 2028             | 2023   | 2023 (démission) | Emmanuel Maillard (remplaçant)            |        | DVD    | Chef d'entreprise Deuxième adjoint au maire de L'Île-d'Yeu |
| 2021             | 2028             | 2024   | en cours         | Laure Barault                             |        | DVG    | Agent de la fonction publique territoriale                 |

À l'issue du 1er tour des élections départementales de 2015, deux binômes sont en ballotage : Carole Charuau et Bruno Noury (DVD, 50,71 %) et François-Xavier Dubois et Marie-Thérèse Leroy-Augereau (DVD, 40,90 %). Le taux de participation est de 50,45 % (2 153 votants sur 4 268 inscrits) contre 52,59 % au niveau départemental et 50,17 % au niveau national.
Au second tour, Carole Charuau et Bruno Noury (DVD) sont élus avec 54,31 % des suffrages exprimés et un taux de participation de 52,91 % (1 173 voix pour 2 258 votants et 4 268 inscrits).
Laure Barault, DVG a été élue en janvier 2024 par 799 voix (50,63 %) contre 779 voix (49,37 %) à Dominique Groisard, DVD, membre de la majorité municipale de L'Île-d'Yeu. Elle est la seule conseillère départementale de gauche en Vendée.

## Composition
Le canton comprend une commune entière depuis sa création.
| Nom                   | Code Insee | Intercommunalité | Superficie (km2) | Population (dernière pop. légale) | Densité (hab./km2) | Modifier             |
| Canton de L'Île-d'Yeu | 8507       |                  |                  | 4 887 (2022)                      |                    | modifier les données |
| --------------------- | ---------- | ---------------- | ---------------- | --------------------------------- | ------------------ | -------------------- |

## Démographie

### Démographie avant 2015
| 1962  | 1968  | 1975  | 1982  | 1990  | 1999  | 2006  | 2011  | 2012  |
| ----- | ----- | ----- | ----- | ----- | ----- | ----- | ----- | ----- |
| 4 739 | 4 786 | 4 766 | 4 880 | 4 941 | 4 788 | 4 880 | 4 562 | 4 575 |

### Démographie depuis 2015
En 2022, le canton comptait 4 887 habitants, en évolution de +2,05 % par rapport à 2016 (Vendée : +5,33 %, France hors Mayotte : +2,11 %).
| 2013  | 2018  | 2022  |
| ----- | ----- | ----- |
| 4 636 | 4 829 | 4 887 |